# Мальцев Микола Олександрович
Микола Олександрович Ма́льцев (нар. 3 серпня 1924, Утулік — пом. 23 грудня 2010, Житомир) — український живописець; член Спілки радянських художників України з 1971 року. Заслужений художник УРСР з 1983 року.

## Біографія
Народився 3 серпня 1924 року в селищі Утуліку (нині Слюдянський район Іркутської області, Росія). Брав участь у німецько-радянській війні. Нагороджений орденом Вітчизняної війни І ступеня (6 квітня 1985).
З 1947 року працював художником Будинку культури смт Любаря; у 1949—1952 роках — художником Житомирського українського музично-драматичного театру. 1955 року закінчив Харківське художнє училище, в якому навчався зокрема у Адольфа Константинопольського, Миколи Сліпченка і Петра Шигимаги.
Протягом 1955—1981 років працював у Житомирі художником майстерень художнього фонду, одночасно у 1973—1979 роках був головою художньої ради при художньо-виробничих майстернях. Жив у Житомирі в бужинку на вулиці Довженка, № 62, квартира № 51. Помер у Житомирі 23 грудня 2010 року.

## Творчість
Працював у галузі станкового живопису. Автор пейзажів, портретів, натюрмортів у реалістичному стилі. Серед робіт:
- «Осінній день» (1967);
- «Рання зима» (1967);
- «Сонячний день» (1968);
- «Бузок» (1970-ті; 1980-ті);
- «Перша зелень» (1970);
- «Сільський мотив» (1970);
- «Полісся» (1971);
- «Будівництво моста» (1972);
- «Тетерівська коса» (1973);
- «Березневий день» (1973);
- «Сірий день» (1973);
- «Сади зацвіли» (1974);
- «Ранок» (1976);
- «Житомир будується» (1977);
- «Горобина» (1978);
- «На березі Тетерева» (1979);
- «На Поліссі» (1979);
- «Лісове озеро» (1980);
- «Над рікою» (1980);
- «Початок осені» (1984);
- «Піони» (1984);
- «Біля річки» (1985);
- «Річка Тетерів» (1988);
- «Троянди» (1990-ті);
- «У далечині – Житомир» (1990);
- «Лісопарк» (1990);
- «Житомирський пляж» (2003);
- «Осінь у парку» (2003).

Брав участь в обласних, всеукраїнських, всесоюзних, зарубіжних мистецьких виставках з 1967 року. Персональні виставки відбулися у Житомирі у 1968 році, Києві у 1975 році.
Окремі картини художника зберігаються у Житомирському і Прилуцькому краєзнавчих музеях, Горлівському художньому музеї.